# Re merlo
Re merlo (Král Drozdia Brada) è un film per la televisione del 1984 diretto da Miloslav Luther e basato sulla fiaba dei fratelli Grimm, Il re Bazza di Tordo. Tra gli interpreti figurano Adriana Tarábková, Lukás Vaculík e Maria Schell.  
Andato in onda in Cecoslovacchia il 3 aprile 1983, in Italia è stato trasmesso il 23 dicembre 1987 in prima visione su Rai 1.

## Trama
Se fosse stata meno difficile di gusti, più umile d'animo, non le sarebbe accaduto nulla. Ma Anna, la bellissima Principessa corteggiata da ogni nobiluomo del regno, scartava uno dopo l'altro tutti i pretendenti che le si offrivano, trovando in ciascuno un difetto che glielo rendeva insopportabile. Perfino il giovane Re Michele, venuto da molto lontano per conoscerla, avrebbe voluto sposarla. Ma Anna rifiutò anche lui e, dopo averlo soprannominato “Re merlo” per il bizzarro pizzetto che il giovane sfoggiava, dichiarò che avrebbe preferito sposare un mendicante, piuttosto che uno dei tanti giovani che le si erano dichiarati. Fu in quel momento che il Re, suo padre, perse la pazienza, e la prese in parola … il giorno dopo, la fanciulla si ritrovò per la strada, sposata con un vagabondo che si era trovato per caso a passare vicino al castello. Quello che Anna pensava fosse solo uno scherzo da parte del padre, presto cominciò a perdere ogni divertimento. Da qual giorno, Anna dovette lavorare, cucire, cucinare, impastare la creta, tutte cose che un tempo aveva disprezzato, vedendole fare ai suoi servitori.